# Renspinnen
Renspinnen (Philodromidae) zijn een familie van spinnen bestaande uit 536 soorten in 29 geslachten. Soms worden ze tot de krabspinnen (Thomisidae) gerekend.

## Kenmerken
De meeste renspinnen zijn bruin, grijs, gelig of gevlekt en worden nooit groter dan 10 mm. 

## Leefwijze
Geen van de soorten bouwen webben, ze jagen op de grond naar vliegende insecten.

## Geslachten
- Apollophanes O. P.-Cambridge, 1898
- Bacillocnemis Mello-Leitão, 1938
- Berlandiella Mello-Leitão, 1929
- Cleocnemis Simon, 1886
- Ebo Keyserling, 1884
- Eminella Özdikmen, 2007
- Fageia Mello-Leitão, 1929
- Gephyrellula Strand, 1932
- Gephyrina Simon, 1895
- Gephyrota Strand, 1932
- Halodromus Muster, 2009
- Hirriusa Strand, 1932
- Metacleocnemis Mello-Leitão, 1929
- Pagiopalus Simon, 1900
- Paracleocnemis Schiapelli & Gerschman, 1942
- Pedinopistha Karsch, 1880
- Petrichus Simon, 1886
- Philodromops Mello-Leitão, 1943
- Philodromus Walckenaer, 1826
- Procleocnemis Mello-Leitão, 1929
- Psellonus Simon, 1897
- Pseudopsellonus Balogh, 1936
- Senoculifer Balogh, 1936
- Suemus Simon, 1895
- Thanatus C. L. Koch, 1837
- Tibellus Simon, 1875
- Tibitanus Simon, 1907
- Titanebo Gertsch, 1933
- Vacchellia Caporiacco, 1935

## Taxonomie
- Zie lijst van renspinnen voor een volledig overzicht.

## Soorten in België
De volgende renspinnen komen in België voor:
- Philodromus albidus (Kulczyński, 1911) - (Bleke renspin)
- Philodromus aureolus (Clerck, 1757) - (Tuinrenspin)
- Philodromus buxi (Simon, 1884) - (Buxusrenspin)
- Philodromus cespitum (Walckenaer, 1802) - (Gewone renspin)
- Philodromus collinus (C.L. Koch, 1835) - (Dennenrenspin)
- Philodromus dispar (Walckenaer, 1826) - (Zwartrugrenspin)
- Philodromus emarginatus (Schrank, 1803) - (Grauwe renspin)
- Philodromus fallax (Sundevall, 1833) - (Kustrenspin)
- Philodromus histrio (Latreille, 1819) - (Heiderenspin)
- Philodromus longipalpis (Simon, 1870) - (Langpalprenspin)
- Philodromus poecilus (Thorell, 1872)
- Philodromus margaritatus (Clerck, 1757) - (Korstmosspin)
- Philodromus praedatus (O. P.-Cambridge, 1871) - (Boomrenspin)
- Philodromus rufus (Walckenaer, 1826) - (Bonte renspin)
- Thanatus arenarius (L. Koch, 1872) - (Zandrenspin)
- Thanatus formicinus (Clerck, 1757) - (Grote renspin)
- Thanatus striatus (C.L. Koch, 1845) - (Duinrenspin)
- Tibellus maritimus (Menge, 1875) - (Stippelsprietspin)
- Tibellus oblongus (Walckenaer, 1802) - (Gewone sprietspin)

## Soorten in Nederland
De volgende renspinnen komen in Nederland voor:
- Philodromus albidus - (Bleke renspin)
- Philodromus aureolus - (Tuinrenspin)
- Philodromus buxi - (Buxusrenspin)
- Philodromus cespitum - (Gewone renspin)
- Philodromus collinus - (Dennenrenspin)
- Philodromus dispar - (Zwartrugrenspin)
- Philodromus emarginatus - (Grauwe renspin)
- Philodromus fallax - (Kustrenspin)
- Philodromus histrio - (Heiderenspin)
- Philodromus longipalpis - (Struikrenspin)
- Philodromus margaritatus - (Korstmosrenspin)
- Philodromus poecilus - (Bergrenspin)
- Philodromus praedatus - (Boomrenspin)
- Philodromus rufus - (Bonte renspin)
- Thanatus formicinus - (Grote renspin)
- Thanatus striatus - (Duinrenspin)
- Tibellus maritimus - (Stippelsprietspin)
- Tibellus oblongus - (Gewone sprietspin)